# مقاطعة باكون (جورجيا)
مقاطعة باكون (بالإنجليزية: Bacon County)‏ هي إحدى المقاطعات في ولاية جورجيا في الولايات المتحدة الأمريكية.